# Museo Numismático del Banco Central de Chile
El Museo Numismático del Banco Central de Chile es un museo ubicado en Santiago de Chile, dedicado a exhibir la historia de los billetes y monedas del país así como una colección de distintos países. Fue inaugurado el 18 de mayo de 2012. Anteriormente existió durante los años 1980 en el Banco Central el «Museo de la Historia Monetaria de Chile», proyecto que se había iniciado en octubre de 1974 y cuyo director hacia 1981 era Ambrosio Andonaegui, y que sin embargo no estaba abierto al público.

## Descripción

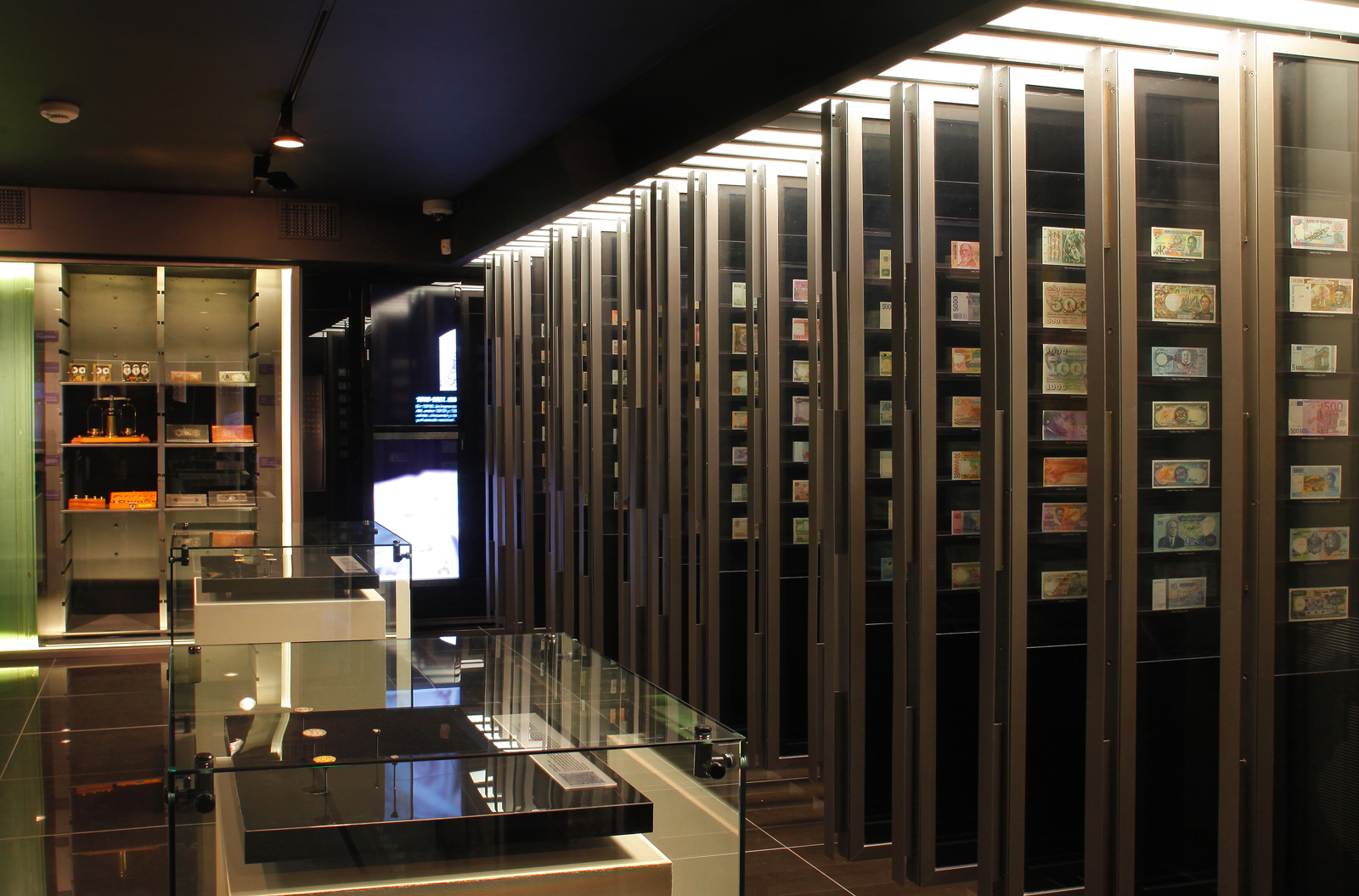
Colección de billetes extranjeros.

El museo se encuentra al interior del edificio del Banco Central de Chile y se compone de 2 salas:
- La primera corresponde a las antiguas cajas para atención del público, donde actualmente se exhibe la familia de billetes en circulación y diversos objetos relacionados con la actividad del Banco Central, así como actividades para niños relacionadas con el diseño y confección de un billete.[5][6]
- La segunda corresponde a una antigua bóveda construida por el banco en los años 1940 y cuya puerta pesa 2 toneladas, donde actualmente se exhibe la colección histórica de monedas y billetes.[5] Su superficie en total es de 180 m².[1]

Dentro de su exposición se encuentran 10 lingotes de oro de 13 kilogramos cada uno. También se presentan aproximadamente 1500 piezas, entre billetes y monedas: alrededor de 300 monedas de oro, plata y otros metales (emitidas desde 1749 hasta la fecha), así como 150 billetes emitidos en Chile y 1050 billetes de más de 160 países.